# Miele K 3

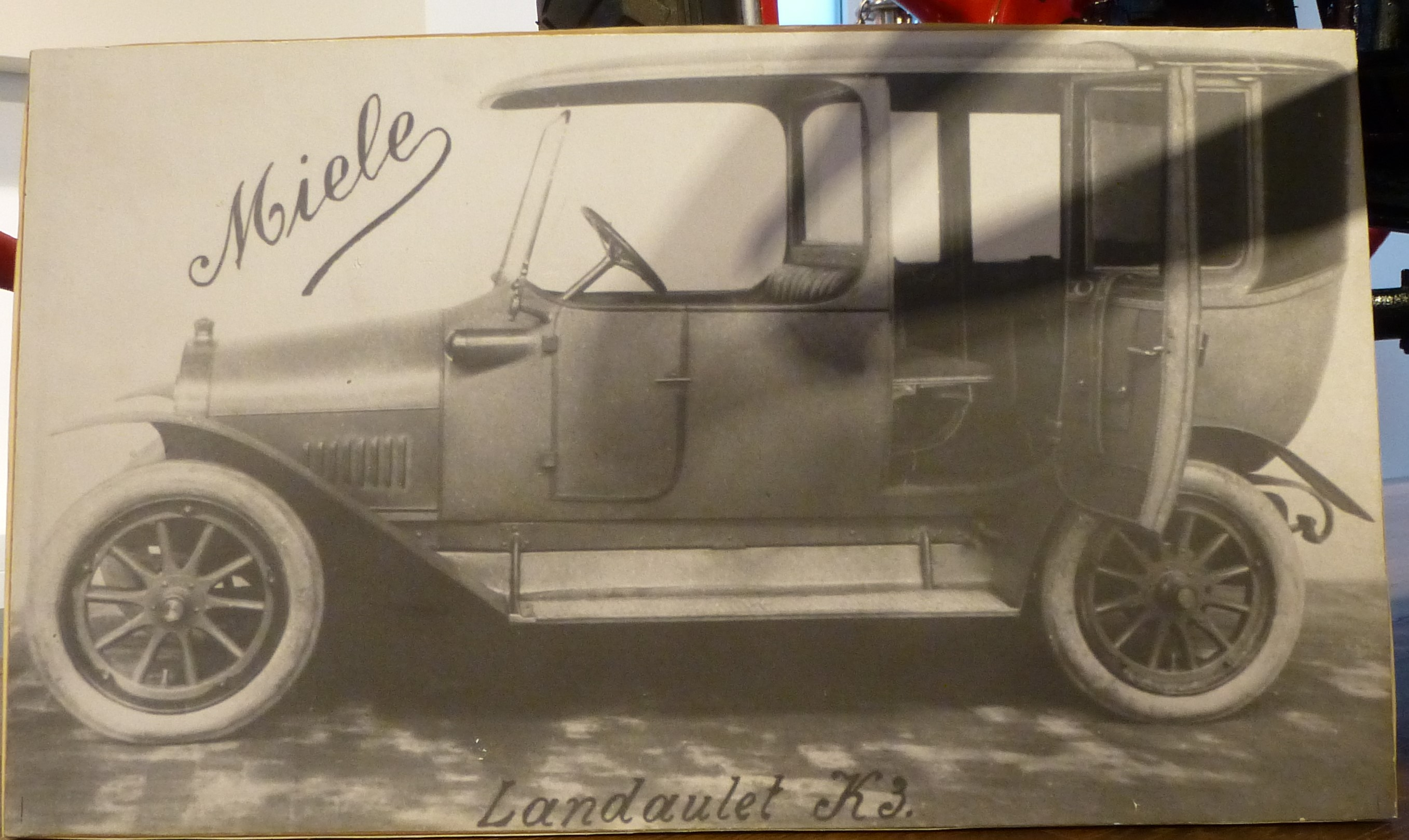
Miele K 3 als Landaulet

Der Miele K 3 war das größte Automodell der Miele & Cie. KG aus Gütersloh, das zwischen April 1912 und Februar 1914 produziert wurde. Andere Schreibweisen des Modellnamens lauteten Miele K3, Miele K.3 und Miele K III. Technisch war das Modell identisch mit dem Miele K 2.

## Beschreibung

### Fahrgestell
Das Fahrgestell war konventionell ausgelegt mit Frontmotor, Kardanwelle und Hinterradantrieb. Das Fahrgestell war vorne verjüngt und hinten hochgekröpft. Der Radstand maß 2820 mm und die Spurweite 1300 mm. Die Aufbaulänge betrug 2400 mm.

### Motor
Ein Vierzylinder-Viertakt-Reihenmotor trieb die Fahrzeuge an. Die Kühlung des Motors erfolgte über eine Thermosiphonkühlung, damals Thermo-Syphon-Kühlung geschrieben. Der Motor hatte 78 mm Bohrung, 120 mm Hub und 2292 cm³ Hubraum. Das entsprach 9 Steuer-PS. Die Motorleistung betrug 28 PS. Daher wurde das Modell auch 9/28 PS genannt. Es gibt Hinweise darauf, dass der Motor anfangs 22 PS leistete und das Modell daher 9/22 PS genannt wurde – allerdings bestätigt das Miele-Auslieferungsbuch diese Hinweise nicht. Die Magnetzündung kam von Bosch.

### Kraftübertragung
Das Getriebe mit vier Vorwärts- und einem Rückwärtsgang wurde über eine Kulissenschaltung betätigt. Die Kupplung war eine Lamellenkupplung.

### Höchstgeschwindigkeit
Das Unternehmen gab die Höchstgeschwindigkeit mit 70 bis 80 km/h für die viersitzige Torpedoausführung an.

### Karosserie
Zur Wahl standen viersitzige Torpedo, viersitzige Landaulets, viersitzige Limousinen und zweisitzige Lieferwagen.
Ein Foto im Miele-Museum zeigt ein Landaulet. Das Fahrerabteil hat auf der linken Seite eine Tür, rechts möglicherweise auch eine, dazu eine Windschutzscheibe und ein Vordach, allerdings keine Verbindung zwischen Scheibe und Dach. Außerdem fehlen seitliche Fenster. Eine Trennscheibe dient der Abtrennung zum Passagierabteil. Dieses Abteil ist normalerweise geschlossen. Das Dach kann im hinteren Bereich geöffnet werden. Die Türen reichen bis ans Dach und beinhalten ein Fenster. Dahinter befindet sich ein weiteres Fenster auf jeder Fahrzeugseite.

## Preise und Zubehör
Der Preis für das Fahrzeug war abhängig von der Karosserie:
- 5700 M für das Fahrgestell
- 6600 M für den viersitzigen Torpedo-Doppel-Phaeton
- 7800 M für das viersitzige Landaulet mit Torpedo-Windschutz, Vordach und aufklappbarer Glasscheibe
- 7900 M für die viersitzige Limousine mit Torpedo-Windschutz, Vordach und aufklappbarer Glasscheibe
- 6800 M für den zweisitzigen Lieferwagen mit Kasten, Eisengalerie und Vordach für 500 kg Nutzlast

Bei Fahrzeugauslieferung wurden die folgenden Werkzeuge und Ersatzteile gratis mitgeliefert:
- Werkzeug:
  - 1 verstellbarer Mutterschlüssel
  - 3 doppelte Gabelschlüssel
  - 2 einfache Gabelschlüssel
  - 2 Rohrschlüssel
  - 1 Achsmutterschlüssel
  - 1 Düsenschlüssel
  - 2 Schraubenzieher
  - 1 Hammer
  - 1 Flachzange
  - 1 Beißzange
  - 1 Feile
  - 1 Radabzieher, für Vorder- und Hinterrad passend
  - 1 Ölkanne
  - 2 Montierhebel (falls Bereifung mitgeliefert wird)
- Ersatzteile:
  - 1 Ventil
  - 1 Ventilfeder
  - 1 Federteller mit Keil
  - 2 Gaze-Zylinder für Ölfilter
  - 1 Büchse mit Muttern und Splinten

Für die Fahrzeuge gab es eine umfangreiche Liste für besondere Zubehör- und Ausstattungsgegenstände. Angaben in Goldmark.
| Nr. | Bezeichnung des Zubehör- oder Ausstattungsgegenstandes                                                                | Miele K 1 Miele K 2 | Miele K 3 |
| --- | --- | ------------------- | --------- |
| 1   | Schutzscheibe vor dem Führersitz verstellbar und Anbringen                                                            | 120,--              | 130,--    |
| 2   | Verdeck aus wasserdichtem starkem Segeltuch für Zweisitzer ohne Seitenteil                                            | 150,--              | 170,--    |
| 3   | Segeltuch für Zweisitzer mit Seitenteil                                                                               | 175,--              | 195,--    |
| 4   | Verdeck für Viersitzer ohne Seitenteil                                                                                | 220,--              | 240,--    |
| 5   | Verdeck für Viersitzer mit Seitenteil                                                                                 | 250,--              | 280,--    |
| 6   | Schutzhülle für das zurückgeklappte Verdeck                                                                           | 40,--               | 45,--     |
| 7   | Scheinwerfer Nr. 1, emailliert, Entwickler, Rohrleitung, Halter und Anbringen                                         | 90,--               | 110,--    |
| 8   | Scheinwerfer Nr. 2, Messing poliert, Zubehör wir Nr. 1                                                                | 110,--              | 125,--    |
| 9   | Scheinwerfer Nr. 3, mittlere Größe, Torpedoform mit Silberglas-Reflektoren, großen Entwickler, Halter und Anbringen   | 130,--              | 140,--    |
| 10  | Scheinwerfer Nr. 4, Torpedoform, extra groß mit Silberglas-Reflektoren, Entwickler, Rohrleitung, Halter und Anbringen | 140,--              | 150,--    |
| 11  | Petroleum-Seitenlaternen (Preis pro Paar)                                                                             | 36,--               | 40,--     |
| 12  | Elektrische Seitenlaternen ohne Akkumulator (pro Paar)                                                                | 32,--               | 36,--     |
| 13  | Halter für Seitenlaternen und Anbringen                                                                               | 20,--               | 20,--     |
| 14  | Schlusslampen mit Sturmlaterne                                                                                        | 26,--               | 26,--     |
| 15  | Halter dazu und Anbringen                                                                                             | 7,50                | 7,50      |
| 16  | Schlusslampen elektrisch mit Akkumulator Nr. 1, Leitung und Anbringen                                                 | 56,--               | 56,--     |
| 17  | Akkumulator Nr. 1, mit Holzkasten ca. 45 Brennstunden                                                                 | 37,--               | 37,--     |
| 18  | Akkumulator Nr. 2, mit Holzkasten ca. 70 Brennstunden                                                                 | 46,--               | 46,--     |
| 19  | Kilometerzähler an der Radkappe                                                                                       | 42,--               | 42,--     |
| 20  | Geschwindigkeitsmesser, System Jones Spitometer mit Anbringen                                                         | 160,--              | 160,--    |
| 21  | Überzug für Vordersitz                                                                                                | 45,--               | 50,--     |
| 22  | Überzug für Hintersitz                                                                                                | 55,--               | 60,--     |
| 23  | Überzug für Rückwand des Vordersitzes und Seitenwände                                                                 | 30,--               | 40,--     |
| 24  | Huppe 1 mit Metallschlauch und Sieb                                                                                   | 24,--               | 24,--     |
| 25  | Huppe 2 mit Metallschlauch und Sieb                                                                                   | 28,--               | 28,--     |
| 26  | Huppe 3 mit Metallschlauch und Sieb                                                                                   | 32,--               | 32,--     |
| 27  | Metallschlauch | 7,50                | 7,50      |
| 28  | Huppe mit Metallschlauch und mechanischem Antrieb, Preis ab                                                           | 85,--               | 85,--     |
| 29  | Schutzhülle für einen Pneumatik 760x90                                                                                | 20,--               | 20,--     |
| 30  | Schutzhülle für einen Pneumatik 810x90                                                                                | 25,--               | 25,--     |
| 31  | Beutel für Schlauch, per Stück                                                                                        | 8,--                | 8,--      |
| 32  | Schutzhülle für 2 Scheinwerfer                                                                                        | 14,--               | 14,--     |
| 33  | Schutzhülle für 2 Seitenlaternen                                                                                      | 10,--               | 10,--     |
| 34  | Auspufföffner | 25,--               | 25,--     |
| 35  | Nummernschild vorn, einschließlich Anbringen                                                                          | 7,50                | 7,50      |
| 36  | Verkleidung zwischen Chassis und Trittbrett                                                                           | 46,--               | 46,--     |
| 37  | Werkzeugkasten, lackiert                                                                                              | 25,--               | 25,--     |
| 38  | Werkzeugkasten, poliert und besonderen Beschlag                                                                       | 35,--               | 35,--     |
| 39  | Wagenheber | 18,--               | 18,--     |
| 40  | Luftpumpe | 16,--               | 16,--     |
| 41  | Mehrpreis mit abnehmbarer Continental-Felge bei 760 mm Felgendurchmesser                                              | 260,--              | 260,--    |
| 42  | Mehrpreis mit abnehmbarer Continental-Felge bei 810 mm Felgendurchmesser                                              | 275,--              | 275,--    |
| 43  | Reserve-Felge 760 mm Felgendurchmesser, pro Stück                                                                     | 40,--               | 40,--     |
| 44  | Reserve-Felge 810 mm Felgendurchmesser, pro Stück                                                                     | 45,--               | 45,--     |
| 45  | 1 Satz Reifenhalter                                                                                                   | 35,--               | 35,--     |
| 46  | Stepnay-Rad, komplett mit Klammern und Radhalter und Anbringen, 760 mm Durchmesser                                    | 120,--              | 120,--    |
| 47  | Stepnay-Rad, komplett mit Klammern und Radhalter und Anbringen, 810 mm Durchmesser                                    | 130,--              | 130,--    |
|     | Mehrpreise für stärkere Gummireifen: 760x100 statt 760x90 (Preis für 2 Räder)                                         | 50,--               | 50,--     |
|     | Mehrpreise für stärkere Gummireifen: 765x105 statt 760x90 (Preis für 2 Räder)                                         | 53,--               | 53,--     |
|     | Mehrpreise für stärkere Gummireifen: 760x120 statt 760x90 (Preis für 2 Räder)                                         | 110,--              | 110,--    |
|     | Mehrpreise für stärkere Gummireifen: 810x100 statt 810x90 (Preis für 2 Räder)                                         | 60,--               | 60,--     |
|     | Mehrpreise für stärkere Gummireifen: 815x100 statt 810x90 (Preis für 2 Räder)                                         | 64,--               | 64,--     |
|     | Mehrpreise für stärkere Gummireifen: 810x120 statt 810x90 (Preis für 2 Räder)                                         | 107,--              | 107,--    |
|     | Mehrpreis für Gleitschutz oder Rillenreifen pro Rad: 760x90                                                           | 22,--               | 22,--     |
|     | Mehrpreis für Gleitschutz oder Rillenreifen pro Rad: 760x100                                                          | 29,--               | 29,--     |
|     | Mehrpreis für Gleitschutz oder Rillenreifen pro Rad: 765x105                                                          | 29,50               | 29,50     |
|     | Mehrpreis für Gleitschutz oder Rillenreifen pro Rad: 760x120                                                          | 25,50               | 25,50     |
|     | Mehrpreis für Gleitschutz oder Rillenreifen pro Rad: 810x90                                                           | 25,50               | 25,50     |
|     | Mehrpreis für Gleitschutz oder Rillenreifen pro Rad: 810x100                                                          | 30,50               | 30,50     |
|     | Mehrpreis für Gleitschutz oder Rillenreifen pro Rad: 815x105                                                          | 30,50               | 30,50     |
|     | Mehrpreis für Gleitschutz oder Rillenreifen pro Rad: 820x120                                                          | 29,--               | 29,--     |

## Sonstiges
Miele gewährte 6 Monate Garantie.

## Stückzahlen
Nach Angaben des Auslieferungsbuches von Miele entstanden 47 oder 48 Fahrzeuge dieses Typs – möglicherweise noch eins mehr, weil im Buch ein Fahrzeug ohne Modellbezeichnung aufgeführt ist.

## Heutiger Bestand
Ein Fahrzeug von 1913 ist erhalten geblieben und im Miele-Museum in Gütersloh ausgestellt. Es hat die Fabrikationsnummer 311. Das ist laut des Miele-Auslieferungsbuches der damaligen Zeit ein Typ K 3 mit 8,76 Steuer-PS und 28 PS, wird inzwischen aber von Miele als Typ K 1 bezeichnet. Das Fahrzeug hat eine offene Karosserie als Tourenwagen mit Platz für vier Personen. Miele hatte seit 1991 nach einem Fahrzeug gesucht und sogar eine Belohnung von 5000 DM ausgesetzt. Nach einem Hinweis vom Juli 1995 auf einen Standort in Norwegen erwarb Miele das Fahrzeug. Es wurde am 12. April 1913 an Anton Benz aus Offenbach ausgeliefert, 1921 an den Taxiunternehmer Gunnar Hansen verkauft, der es in Norwegen mit dem norwegischen Kennzeichen A-5141 registrieren ließ, 1922 an Carl Mathisen verkauft, 1925 an die Chauffeursschule Brandt in Oslo weitergegeben und 1927 an den Chauffeur Nestor Christiansen übergeben. Der letzte norwegische Besitzer übernahm es 1960 von einem Verwandten und hat es 1965 restaurieren lassen. Seit dem 8. Januar 1996 ist das Fahrzeug zurück in Gütersloh.